# ブラッド・パークス
ブラッド・パークス（Brad Parks, 1957年4月2日 - ） はアメリカ、カリフォルニア州出身の車いすテニス選手。バルセロナパラリンピック車いすテニス男子ダブルス金メダリスト。車いすテニスを競技スポーツとして成立させ、広く普及に努めた。

## 生涯
1976年、アクロバットスキーの選手だった当時18歳のパークスは競技会でジャンプに失敗、下半身に麻痺が残り、車いすの生活となった。リハビリテーションに取り組んでいる時に、ジェフ・ミネンブレイカーという人物が自ら軽量化した車いすを使い、2バウンドによるテニスをしたというニュースを知る。パークスはミネンブレイカーの指導を受け、事故に遭うまで未経験だったテニスの技術を磨くだけでなく、共同して競技用車いすを開発した。さらにカリフォルニア大学サンタバーバラ校の学生時代には車いすレースに出場し、レースに合わせて車いすテニスのエキシビションマッチも行った。1980年には全米車いす財団（National Foundation of Wheelchair Tennis, NFWT）を創設、ツアーとともにテニス教室やキャンプなどを開催して、西海岸のみならず全米規模でのPR活動を開始した。
1981年、パークスは車いすテニスに関する初めての教本となる小冊子『Tennis in a Wheelchair』を執筆した。全米車いす財団が催す車いすテニス教室で配布されたこのパンフレットは、のちに全米テニス協会により1985年、1987年、1991年と3度にわたり再版された。1984年には『ワールドテニス（World Tennis）』誌やテレビ番組『This Is Your Life』にもとりあげられた。 1985年には福岡県飯塚市で開催された飯塚国際車いすテニス大会の第1回大会のために来日、優勝したほか、指導も行った。同年には西ドイツ、フランス、スイス、オランダも訪問、フランスではパリ郊外で開催された車いすテニス大会、アントニー・オープンにも参加した。
1988年、パークスら車いすテニス関係者と全米テニス協会、国際テニス連盟などに所属するメンバーらによる協議の結果、8カ国が原加盟国として参加する国際車いすテニス連盟（International Wheelchair Tennis Federation, IWTF）が創設された。この際、パークスは満場一致で初代会長に選出された。同連盟が国際テニス連盟の下部組織として公認を受けたことから、1990年には、ギリシアのアテネで開催された国際テニス連盟の年次総会に出席してスピーチを行った。このスピーチは会場から大きな称賛を受け、各国のテニス関係者の間に車いすテニスへの関心をさらに引き寄せることとなった。
車いすテニスがパラリンピックの正式種目となった1992年のバルセロナ大会には、アメリカ代表として男子シングルスと男子ダブルスに出場した。シングルスでは準々決勝で敗退したものの、ランディ・スノーと組んで出場したダブルスでは優勝、金メダルを獲得している。
1993年、カナダ、バンクーバーで開かれた国際テニス連盟年次総会で、パークスは車いすテニスに対する貢献を称えるIWTFトロフィーを受賞した。この年、パークスは国際車いすテニス連盟の会長職を退いた。 1997年には連盟の委員会の要職からも引退した。

## 評価
車いすでテニスをするというアイデアの発案者ではないものの、車いすテニスの競技スポーツとしての可能性を見いだし、競技団体の組織化をすすめ、国際的な普及活動に尽力したことから、一般に「車いすテニスの創始者」、「車いすテニスの父」 と見なされている。

### ブラッド・パークス賞
車いすテニスの国際的な発展に特別な貢献があった人物・団体を対象に国際テニス連盟が授与するブラッド・パークス賞は、1993年にIWTFトロフィーをパークスが受賞したことによって、以降、彼の名前で呼ばれることとなった。そのため、同賞の第1回受賞者はブラッド・パークスとなっている。 これとは別に全米テニス協会が2002年に創設した同名の賞もあり、こちらの第1回受賞者はランディ・スノーとなっている。
2010年、パークスは車いすテニスを普及させた功績を認められ、この分野で最初の国際テニス殿堂入りを果たした。

## 註
1. ↑  日本では「ブラッドリー」もしくは「ブラッドレー」の表記がある。cf. 日本車いすテニスプレイヤーズ協会・日本身体障害者スポーツ協会『車いすテニス競技』（調査研究報告書）1991年、佐藤政廣 (2001年1月). “車いすテニスに想う”. ニュースレター：ハート・ラリー.   大阪車いすテニス協会. 2008年8月25日閲覧。
2. ↑  ITF Tennis. “Wheelchair Tennis: History of the Game 1976-1980” (英語). 2008年8月25日閲覧。
3. ↑  "Brad Parks: Paraplegic                Who Pioneered Wheelchair Tennis"（1984年3月3日放送） cf. Jim Davidson. “This Is Your Life: Radio and TV Episode List” (英語). Classic TV Info. 2008年8月25日閲覧。
4. ↑  ITF Tennis. “Wheelchair Tennis: History of the Game 1981-1985” (英語). 2008年8月25日閲覧。
5. ↑  日本車いすテニスプレイヤーズ協会・日本身体障害者スポーツ協会、前掲、65ページ。
6. ↑  ITF Tennis. “Wheelchair Tennis: History of the Game 1986-1990” (英語). 2008年8月25日閲覧。
7. ↑  International Paralympic Committee. “Barcelona 1992 Paralympic Games: Wheelchair Tennis Men's Singles” (英語). 2008年8月25日閲覧。
8. ↑  International Paralympic Committee. “Barcelona 1992 Paralympic Games: Wheelchair Tennis Men's Doubles” (英語). 2008年8月25日閲覧。
9. ↑  ITF Tennis. “Wheelchair Tennis: History of the Game 1991-1995” (英語). 2008年8月25日閲覧。
10. ↑  ITF Tennis. “Wheelchair Tennis: History of the Game 1996-2000” (英語). 2008年8月25日閲覧。
11. ↑  Wendy Kewley (2001年2月). “25 Years of Wheelchair Tennis” (英語). The Paralympian.   International Paralympic Committee. 2008年8月25日閲覧。
12. ↑  Ruth Hamel (2005-04-01), Brad Parks: a Man with Dreams, Highlights for Children.
13. ↑  ITF Tennis. “Brad Parks Award” (英語). 2008年8月25日閲覧。
14. ↑  United States Tennis Association (2008年5月8日). “Brad Parks Award” (英語). 2008年11月23日閲覧。